# Phối màu phát xạ

Phối màu cộng sử dụng hệ màu RGB

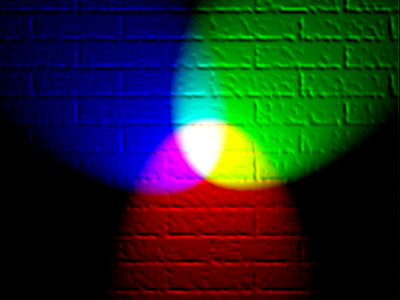
Hiệu ứng chiếu 3 luồng sáng đèn chồng với nhau

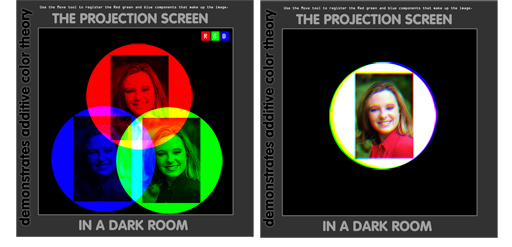
Hình ảnh riêng biệt và kết quả phối màu phát xạ

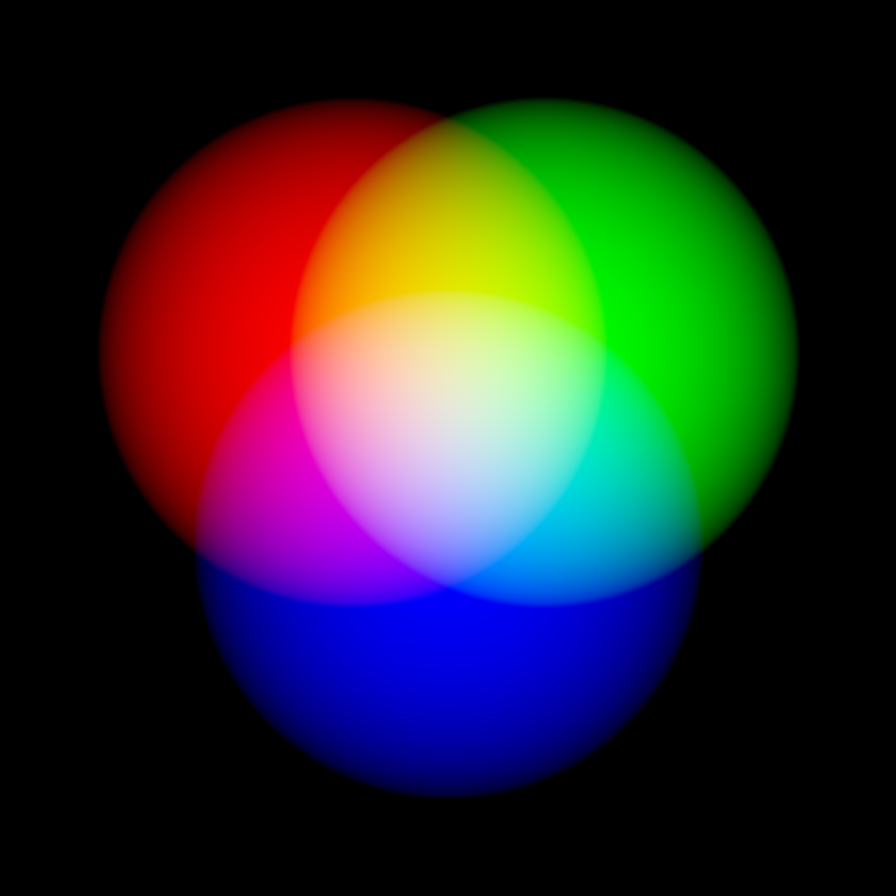
Phối màu phát xạ được gọi là phối màu cộng do hiệu ứng giao thoa ánh sáng

Phối màu phát xạ là việc tạo nên các màu sắc bằng cách chồng vào nhau ánh sáng phát ra từ vài nguồn sáng.
Phối màu phát xạ còn được gọi là phối màu cộng, pha màu theo phép cộng, phối màu bổ sung, hay nôm na là phối màu màn hình, mặc dù phối màu màn hình có sự khác biệt nhất định với các cách gọi trên.

## Phương pháp

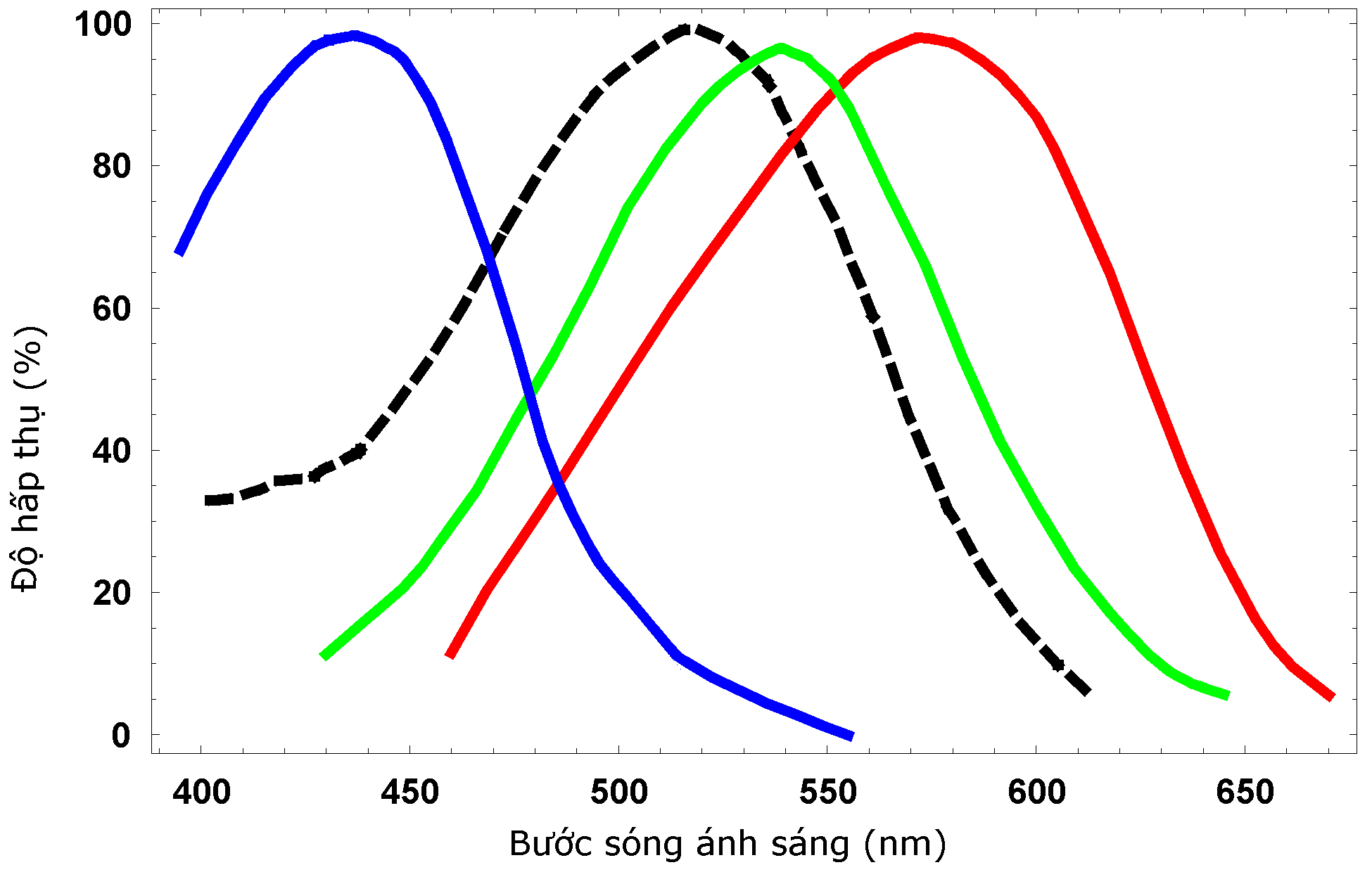
Độ hấp thụ ánh sáng theo bước sóng của ba tế bào thần kinh hình nón (các đường màu) và của tế bào cảm thụ ánh sáng yếu (đường gạch) ở mắt người

Vì mắt người chỉ nhạy cảm với ba vùng quang phổ (gần tương ứng với vùng màu da cam, xanh lá cây và xanh lam trên quang phổ), nên phối màu phát xạ thường chỉ cần dùng ba nguồn sáng có màu đỏ, xanh lá cây và xanh lam (gọi là màu gốc) để tạo ra cảm giác về hầu hết màu sắc.
Hai tia sáng cùng cường độ thuộc hai trong ba màu gốc nói trên chồng lên nhau sẽ tạo nên màu thứ cấp dưới dạng màu phụ:
- Đỏ + Lục = Vàng
- Đỏ + Lam = Cánh sen
- Lam + Lục = Cánh chả

Ba tia sáng thuộc ba màu gốc cùng cường độ chồng lên nhau sẽ tạo nên màu trắng. Thay đổi cường độ sáng của các nguồn sẽ tạo ra đủ gam màu của ba màu gốc.
Các sinh vật khác con người có thể cảm thụ được nhiều màu hơn (chim 4 màu gốc) hoặc ít màu hơn (bò 2 màu gốc) và ở những vùng quang phổ khác (ong cảm nhận được vùng tử ngoại). Phương pháp trên vẫn áp dụng được cho chúng.

## Ứng dụng
Màn hình máy tính và tivi là những ứng dụng thường gặp nhất của phối màu phát xạ. Chúng có thể sử dụng ba loại đèn màu (đỏ, lục và lam) nhỏ xíu nằm xen kẽ với nhau trên màn hình. Dùng kính lúp, hoặc vẩy giọt nước lên màn hình, bạn sẽ thấy hình phóng to của ba loại đèn này, có thể nhấp nháy theo hình ảnh chuyển động.
Máy chiếu cũng sử dụng ký thuật phối màu này.
Trong vẽ tranh, bút pháp điểm họa, hay tổng quát hơn là pha màu xen kẽ, cũng sử dụng nguyên tắc của kỹ thuật phối màu này.

## Lịch sử

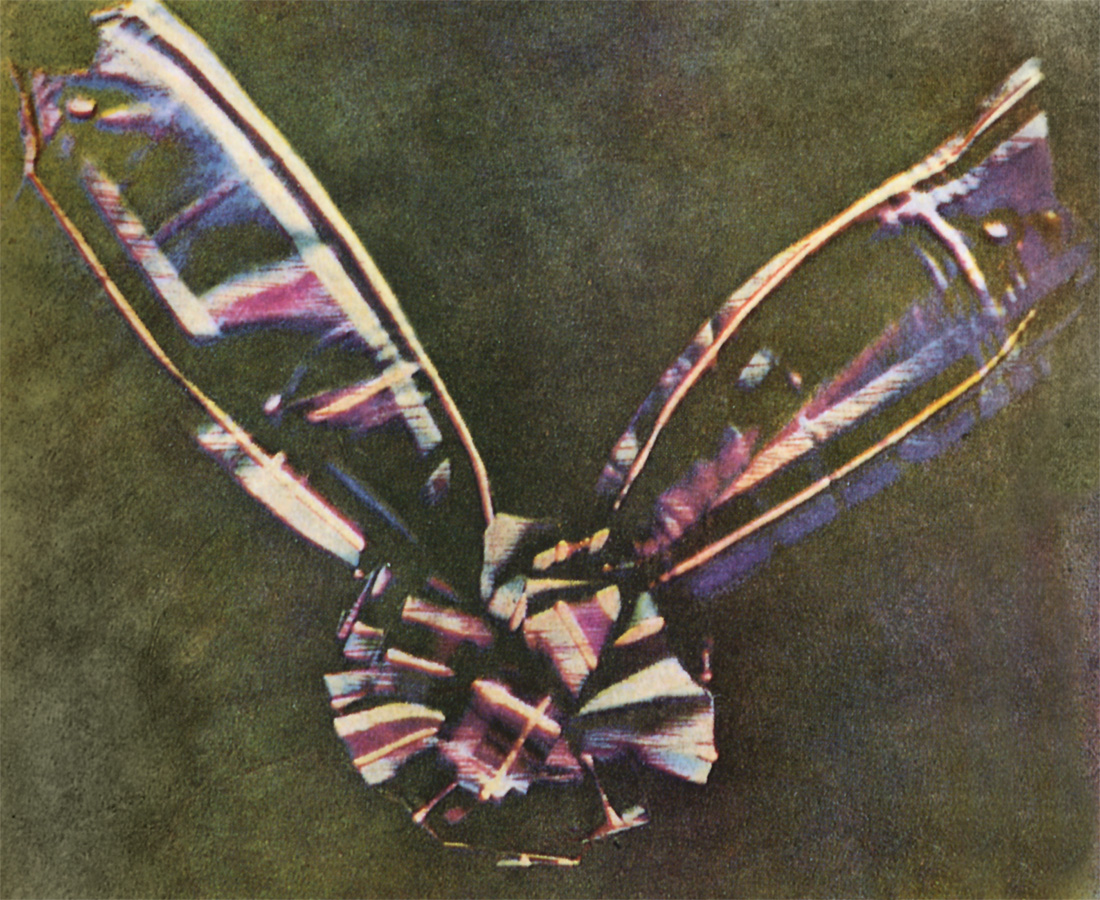
Ảnh phối màu phát xạ đầu tiên do James Clerk Maxwell chụp năm 1861

James Clerk Maxwell được biết đến như người đầu tiên phối màu phát xạ. Ông nhờ nhà nhiếp ảnh Thomas Sutton chụp một dải băng màu ba lần, mỗi lần với một kính lọc màu khác nhau đặt trước ống kính. Ba bức ảnh được rửa và chiếu lên màn hình, sử dụng các kính cùng màu với lúc chụp. Khi chồng vào nhau, ba ảnh tạo nên một hình màu gần giống thật, cho thấy nguyên lý của phối màu phát xạ.